# Robby Gonzales
Robby Gonzales (8 de abril de 1996) es un deportista estadounidense que compite en boxeo. Ganó una medalla de oro en el Campeonato Mundial de Boxeo Aficionado de 2021, en la categoría de 80 kg.

## Palmarés internacional
| Campeonato Mundial | Campeonato Mundial | Campeonato Mundial | Campeonato Mundial |
| Año                | Lugar              | Medalla            | Categoría          |
| ------------------ | ------------------ | ------------------ | ------------------ |
| 2021               | Belgrado (Serbia)  | Medalla de oro     | 80 kg              |